# Juan-Dee Oliver
Juan-Dee Oliver (Sudáfrica, 19 de abril de 2002) es un jugador profesional sudafricano de rugby que se desempeña en la posición de medio scrum en Dallas Jackals, equipo perteneciente a la liga Major League Rugby.

## Carrera
En 2022, Oliver se unió al equipo Cheetahs (2022-2023), después pasó a Dallas Jackals, disputando su primera temporada en la Major League Rugby.